# Diagrama multi-variabile
Diagrama multi-variabile (engleză Multi-vari chart) permite să se vizualizeze mai multe surse de variație a unei caracteristici într-un singur grafic. Acest tip de diagramă arată care dintre sursele multiple de variație sunt cei mai mari contributori la variația totală a caracteristicii de interes. Diagrama identifică posibile familii (tipuri) de variație, de exemplu variații în interiorul subgrupelor, variații între subgrupe sau variații în timp. Diagrama multi-variabile a fost dezvoltată de Leonard Seder în 1950, însă ulterior au fost propuse diferite variante.
Diagrama multi-variabile este utilizată pentru monitorizarea caracteristicilor interconectate ale datelor variabile. H. Hotelling a introdus statistica numită Hotelling T2 (Hotelling's T-squared distribution⁠(en)[traduceți]) care se pretează la reprezentarea observațiilor multi-variabile.
Această statistică este un scalar care combină informațiile asupra dispersiei și mediei mai multor variabile.

## Situații de utilizare
Există numeroase posibilități de utilizare a diagramelor multi-variabile, cum sunt:
- atunci când se analizează sursele de variație dintr-un proces;
- când se urmărește să se afle care sunt cele mai importante surse de variație ale unei caracteristici studiate;
- atunci când caracteristica produsului final al procesului este un indicator variabil.[3]

## Procedura de întocmire a diagramei
1. Se stabilește caracteristica de calitate care urmează a fi analizată pe baza unor măsurători sau prin proiectarea experimentelor.
2. Se identifică sursele (tipurile) posibile de variație care urmează să fie analizate. Se determină schema de eșantionare (sau arborele de eșantionare) care arată combinațiile de caracteristici pentru sursele de variație A, B, C. 
3. Se creează un grafic în care pe axa verticală Y se reprezintă valorile caracteristicii produsului final, adică ale caracteristicii de calitate măsurate. Se împarte axa X a diagramei în secțiuni pentru fiecare atribut (variantă) a sursei A, care sursă constituie nivelul superior al arborelui de eșantionare. Secțiunile pentru fiecare atribut/variantă a sursei A sunt separate prin linii verticale. Se împarte fiecare dintre aceste secțiuni în subsecțiuni pentru fiecare atribut (variantă) a sursei de variație B. Punctele unite cu linie verticală în fiecare subsecțiune B indică valori rezultate la diferitele atribute ale sursei C.
4. Se calculează valoarea medie a valorilor din prima linie verticală de puncte. Se marchează valoarea medie pe linie, utilizând un simbol diferit de cel al punctelor (de exemplu, un pătrățel). Se repetă medierea pentru fiecare grup B (sursă B) din prima secțiune  a diagramei.
5. Se conectează valorile medii ale grupurilor B din prima secțiune a diagramei.
6. Se calculează valoarea medie a tuturor valorilor din prima secțiune. Se marchează această valoare medie cu un al treilea simbol în centrul secțiunii prime.
7. Se repetă pașii 4, 5 și 6 pentru fiecare secțiune a diagramei, secțiuni care reprezintă fiecare atribut al sursei A.
8. Se unesc printr-o linie simbolurile pentru valorile medii calculate ale secțiunilor sursei A.
9. Se analizează diagrama astfel obținută pentru a identifica cea mai mare sursă de variație.

## Recomandări pentru întocmirea diagramei
Cele mai întâlnite surse de variație sunt cele care cuprind trei posibile tipuri (familii) de variație: a) de poziție; b) ciclică; c) în timp (engleză time-to-time).
Variația de poziție se referă la amploarea variației provenind de la o singură unitate, care este măsurată în mai multe poziții. Dacă produsul final al procesului de fabricație este o piesă de tip arbore, acesta poate fi măsurat în diferite poziții pe lungime, la ambele capete pentru a evidența abaterea de ovalitate sau abaterea de conicitate.
Variația ciclică este definită prin variația între unitățile consecutive extrase din proces, în cazul exemplului dat variația diametrului între trei exemplare de arbore, provocate de erori de fixare a piesei la prelucrarea pe mașina-unealtă.
Variația în timp este amploarea variației de la un moment semnificativ de timp la altul; pentru exemplul arborilor măsurați, aceste variații pot fi produse de uzura sculei așchietoare sau de influența operatorului. Scara de timp poate fi exprimată prin diferite schimburi de lucru, diferite zile dintr-o săptămână sau chiar diferite săptămâni.
Schema de eșantionare multiplă trebuie să prevadă prelevarea unor eșantioane mici, de cel puțin trei unități succesive, fără să se recurgă la prelevarea întâmplătoare (aleatorie). Schema de eșantionare „ideală” este echilibrată, adică cu același număr de atribute B pentru fiecare atribut A și cu același număr de atribute C pentru fiecare atribut B.